# Si può, si può
Si può, si può è un singolo del musicista italiano Tony Cercola, pubblicato nel 1995 dalla casa discografica Digit.

## Tracce
1. Si può, si può (Original version)
2. Si può, si può (Dance hot mix)